# Стойканы (Молдова)
Стойканы также Стойкань (рум. Stoicani) — село в Сорокском районе Молдавии. Является административным центром коммуны Стойканы, включающей также село Солонец.

## География
Село расположено на высоте 207 метров над уровнем моря.

## Население
По данным переписи населения 2004 года, в селе Стойкань проживает 928 человек (417 мужчин, 511 женщин).
Этнический состав села:
| Национальность | Число жителей | Процентный состав |
| -------------- | ------------- | ----------------- |
| молдаване      | 872           | 93,97             |
| украинцы       | 37            | 3,99              |
| румыны         | 10            | 1,08              |
| русские        | 8             | 0,86              |
| гагаузы        | 1             | 0,11              |
| Всего          | 928           | 100 %             |